# Pink Visual
Pink Visual là một công ty sản xuất phim khiêu dâm thực tế và gonzo, có trụ sở tại Van Nuys, California, Hoa Kỳ. Công ty bắt đầu như một nhà cung cấp nội dung khiêu dâm Internet trước khi cuối cùng chuyển sang sản xuất DVD. Pink Visual cũng cấp phép nội dung người lớn cho cáp, vệ tinh, trả tiền theo lượt xem, kênh chuỗi khách sạn và các giấy phép nội dung Internet khác. Hiện tại công ty đang tiếp thị nội dung của họ với khẩu hiệu "Raw. Raunchy. Real.", với nội dung Pink Visual chủ yếu dựa trên thực tế, lấy cảm hứng từ truyền hình thực tế. Các sản phẩm khiêu dâm của Pink Visual thường sử dụng các diễn viên nghiệp dư và được quay theo phong cách 'Pro-am', sử dụng video kỹ thuật số, bao gồm cả định dạng video độ nét cao.

## Lịch sử
Được thành lập vào tháng 6 năm 2004, Pink Visual đã phát triển từ chương trình liên kết quản trị trang web TopBucks trước đây, đã cung cấp cho Pink Visual nội dung và tài nguyên tiếp thị để tung ra thị trường DVD. Pink Visual hiện có hơn 300 danh hiệu trong danh mục đầu tư của mình.Thông thường, nó phát hành tám đến mười tựa phim mới hàng tháng trên khắp Hoa Kỳ, Canada, Châu Âu và Úc.
Vào ngày 4 tháng 2 năm 2009, Pink Visual đã giảm giá 10 đô la Mỹ cho các trang web được chọn trong "bồi thường cho (sự) rủi ro khiêu dâm Super Bowl" trong đó các khách hàng của Comcast ở khu vực Tucson, AZ đã bị gián đoạn dịch vụ trong 30 giây vì một video Pink Visual không bị kiểm duyệt.

## iPinkVisual
Năm 2008, Pink Visual đã ra mắt iPinkVisual.com và iPinkVisualPass.com, những trang web khiêu dâm di động lớn đầu tiên có trụ sở tại Hoa Kỳ được thiết kế đặc biệt dành cho iPhone.
Vào tháng 6 năm 2009, Pink Visual đã điều chỉnh khả năng tương thích di động của các trang web của họ để bao gồm chức năng với các trình duyệt dựa trên WebKit khác, bao gồm Palm Pre và các thiết bị di động chạy trên Google Android. Pink Visual khiêu dâm di động có chức năng giới hạn với một số thiết bị BlackBerry. Pink Visual đã phát hành một ứng dụng trên kho ứng dụng MiKandi cho Android.

## PinkVisualPad
Vào tháng 4 năm 2010, Pink Visual đã ra mắt PinkVisualPad.com, trang web khiêu dâm lớn đầu tiên được thiết kế đặc biệt cho iPad mới được phát hành. Bản phát hành này được tiếp nối ngay sau khi phát hành MaleSpectrumPad.com, trang web đồng tính đầu tiên được thiết kế để tương thích với iPad.